# 二木芳人
二木 芳人（にき よしひと、1949年12月7日 - ）は、日本の医師、医学者。学位は医学士（川崎医科大学医学部・1976年）。昭和大学医学部 内科学講座 臨床感染症学部門・客員教授。医療法人みつや会 新八街総合病院 理事。

## 略歴
- 1965年 - 大阪学芸大学附属天王寺中学校 卒業
- 1968年 - 大阪教育大学教育学部附属高等学校天王寺校舎 卒業
- 1976年 - 川崎医科大学医学部 卒業
- 1978年 - 川崎医科大学附属病院 呼吸器内科 入局、ミネソタ大学 留学
- 1982年 - 川崎医科大学附属病院 呼吸器内科 助手
- 1983年 - 川崎医科大学附属病院 呼吸器内科 講師
- 1988年 - メモリアルスローンケタリングがんセンター 留学
- 1990年 - 川崎医科大学附属病院 保健医療学 呼吸器内科 講師
- 2006年 - 倉敷第一病院 呼吸器センター 副センター長、11月より昭和大学医学部 臨床感染症学講座 教授
- 2012年 - 昭和大学病院 感染管理部門 部門長（兼務）、9月より昭和大学医学部 内科学講座 臨床感染症学部門 教授
- 2017年 - 昭和大学医学部 内科学講座 臨床感染症学部門 特任教授
- 2020年 - 昭和大学医学部および昭和大学病院を退職 4月より昭和大学医学部 内科学講座 臨床感染症学部門 客員教授
- 2023年 - 医療法人みつや会 新八街総合病院 理事

ほか

## 所属学会
- 日本感染症学会
- 日本医真菌学会
- 日本呼吸器学会
- 日本内科学会
- 日本結核病学会
- 日本環境感染学会

ほか